# Tの声門閉鎖音化
tの声門閉鎖音化（英: t-glottalization, t-glottalisation, t-glottaling）は、英語における発音変化の1つである。声門音の置換（glottal replacement）とも。

## 概要
英語では、とある条件下において、無声歯茎破裂音 /t/ が声門破裂音（声門閉鎖音） [ʔ] に変化することがある。この現象を t の声門閉鎖音化という。教本によっては、声門音の置換と表記されている。

## 歴史
イギリス・ノリッジ出身の社会言語学者であるピーター・トラッドギルは、1870年代生まれの農村に住む人々の英語の変種の研究から t の声門閉鎖音化はノーフォークで始まったと主張している。
また、フィールド言語学者であるピーター・ライト（Peter Wright）は、ランカシャーで始まったことを発見しているが、t の声門閉鎖音化は、いわゆる発音の怠け癖のようなものと考えられているが、変種によっては、何百年も前からあったかもしれない」とも述べている。
デイヴィッド・クリスタルは、ダニエル・ジョーンズ、バートランド・ラッセル、エレン・テリーといった20世紀初頭の容認発音の話者が、t の声門閉鎖音化を使っていると主張している。

## 生起環境
t の声門閉鎖音化は、/t/ が音節の尾子音にあって、共鳴音に先行され、さらに別の子音が後続する場合に生じる。以下の例にある通り、1語内であっても、2語に跨る場合でも生じる。
1語内の場合: butler [bʌʔlə], pitfall [pɪʔfɔːl], cats [kæʔs]
2語に跨る場合: part time [pɑːʔ taɪm], light rain [laɪʔ reɪn], felt wrong [felʔ lɒŋ]
なお、イギリス英語では [ʔ] が語中で母音間に出現することはないが、使用頻度の高い句では母音が後続する語末の位置でも /t/ が [ʔ] に変化することがある（例: let us [leʔ əs]）。また、若者の間ではポーズの前で [ʔ] を使う人もいる（例: wait [weɪʔ]）。

## 分布
t の声門閉鎖音化は、イギリス英語、特に現在ではロンドン、リーズ、エディンバラ、グラスゴーで最も一般的にみられている。

## t の弾音化との関係
t の弾音化と t の声門閉鎖音化は、いわゆる「相補分布」の関係にある。つまり、t の弾音化が出現する環境では t の声門閉鎖音化は出現せず、t の声門閉鎖音化が出現する環境では t の弾音化は出現しない。